# Klaas de Boer (verzetsstrijder)
Klaas de Boer (Oostzaan, 13 mei 1912 - Haarlem, 12 februari 1945) was een Nederlandse verzetsstrijder tijdens de Tweede Wereldoorlog en lid van de KP-Waterland.
De Boer was betrokken bij de ontvoering en liquidatie van de NSB-burgemeester van Purmerend en Edam Hendrik August van Baak en diens rechterhand Jan de Boer op 31 januari 1945. Klaas de Boer loste de dodelijke schoten. Voorafgaand aan de actie was Egbert Snijder door een voorbijgangster herkend. Snijder was commandant van de Knokploeg-Waterland en zat bij Klaas de Boer ondergedoken. Samen met Snijder werd De Boer een paar dagen na de liquidatie  gearresteerd en overgebracht naar het Huis van Bewaring aan de Weteringschans in Amsterdam. Een poging om beiden tussentijds in Purmerend te bevrijden is mislukt.
Op 12 februari 1945 zijn Klaas de Boer en Egbert Snijder geëxecuteerd als represaille voor de aanslag van 11 februari 1945 op twee Duitse officieren. Deze executie, van in totaal 8 gevangenen (Todeskandidaten), vond plaats bij de Jan Gijzenbrug in Haarlem aan de Rijksstraatweg (zie: Represailles Jan Gijzenbrug).